# Verrallina sabahensis
Verrallina sabahensis är en tvåvingeart som beskrevs av Bianca L. Reinert 1974. Verrallina sabahensis ingår i släktet Verrallina och familjen stickmyggor.
Artens utbredningsområde är Sabah. Inga underarter finns listade i Catalogue of Life.